# Athlétisme aux Goodwill Games de 1986
Navigation
Seattle 1990
Les épreuves d'athlétisme des Goodwill Games de 1986 ont eu lieu en juillet, à Moscou en Union soviétique.

## Résultats

### Hommes
| 100 m | Ben Johnson 9 s 95                                                                                  | Chidi Imoh 10 s 04                                                                                  | Carl Lewis 10 s 06                                                                                     |
| 200 m | Floyd Heard 20 s 12                                                                                 | Dwayne Evans 20 s 45                                                                                | Wallace Spearmon Sr. 20 s 49                                                                           |
| 400 m | Antonio McKay 44 s 98                                                                               | Clarence Daniel 45 s 11                                                                             | Darrell Robinson 45 s 15                                                                               |
| 800 m | Johnny Gray 1 min 46 s 52                                                                           | Stanley Redwine 1 min 46 s 89                                                                       | Sammy Tirop 1 min 47 s 05                                                                              |
| 1500 m | Pavel Yakovlev 3 min 39 s 86                                                                        | Igor Lotaryov 3 min 40 s 18                                                                         | Steve Scott 3 min 40 s 31                                                                              |
| 5 000 m | Doug Padilla 13 min 46 s 65                                                                         | Terry Brahm 13 min 47 s 11                                                                          | Evgeni Ignatov 13 min 47 s 17                                                                          |
| 10 000 m | Domingos Castro 28 min 11 s 21                                                                      | Gerard Donakowski 28 min 11 s 87                                                                    | Dionísio Castro 28 min 12 s 04                                                                         |
| 110 m haies | Greg Foster 13 s 25                                                                                 | Andreï Prokofiev 13 s 28                                                                            | Keith Talley 13 s 31                                                                                   |
| 400 m haies | Edwin Moses 47 s 94                                                                                 | Aleksandr Vasilyev 48 s 24                                                                          | Dave Patrick 48 s 59                                                                                   |
| 3000 m steeple | Hagen Melzer 8 min 23 s 06                                                                          | Henry Marsh 8 min 23 s 92                                                                           | Mykola Matyushenko 8 min 25 s 73                                                                       |
| 4 × 100 m | États-Unis Lee McRae Floyd Heard Harvey Glance Carl Lewis 37 s 98                                   | Union soviétique "A" Aleksandr Yevgenyev Nikolai Yushmanov Vladimir Muravyov Viktor Bryzgin 38 s 19 | Union soviétique "B" Aleksandr Kutepov Roman Osipenko Dmitry Bartenev Sergei Klyonov 40 s 22           |
| 4 × 400 m | Union soviétique Vladimir Krylov Vladimir Prosin Vladimir Volodko Aleksandr Kurochkin 3 min 01 s 25 | États-Unis Walter McCoy Clarence Daniel Danny Everett Darrell Robinson 3 min 01 s 47                | Côte d'Ivoire Kouadiou Djetenan Akissi Simon Kpidi René Djédjémel Mélédjé Gabriel Tiacoh 3 min 13 s 51 |
| Marathon | Belayneh Dinsamo 2 h 14 min 42 s                                                                    | Igor Broslavskiy 2 h 15 min 24 s                                                                    | Yakov Tolstikov 2 h 16 min 22 s                                                                        |
| 20 km marche | Aleksey Pershin 1 h 23 min 29 s                                                                     | Aleksandr Boyarshinov 1 h 23 min 36 s                                                               | Yevgeniy Misyulya 1 h 23 min 53 s                                                                      |
| Saut en hauteur | Doug Nordquist 2,34 m                                                                               | Igor Paklin 2,32 m                                                                                  | Sorin Matei 2,32 m                                                                                     |
| Saut à la perche | Sergueï Bubka 6,01 m WR                                                                             | Rodion Gataullin 5,80 m                                                                             | Earl Bell 5,75 m                                                                                       |
| Saut en longueur | Robert Emmiyan 8,61 m                                                                               | Larry Myricks 8,41 m                                                                                | Sergey Layevskiy 8,20 m                                                                                |
| Triple saut | Mike Conley 17,69 m                                                                                 | Khristo Markov 17,35 m                                                                              | Nikolay Musiyenko 17,33 m                                                                              |
| Lancer du poids | Sergey Smirnov 21,79 m                                                                              | Sergey Gavryushin 21,09 m                                                                           | John Brenner 20,62 m                                                                                   |
| Lancer du disque | Romas Ubartas 67,12 m                                                                               | Dmitriy Kovtsun 64,24 m                                                                             | Knut Hjeltnes 64,02 m                                                                                  |
| Lancer du marteau | Youri Sedykh 84,72 m                                                                                | Sergey Litvinov 84,64 m                                                                             | Benjaminas Viluckis 80,04 m                                                                            |
| Lancer du javelot | Tom Petranoff 83,46 m                                                                               | Heino Puuste 83,12 m                                                                                | Sergey Gavras 81,44 m                                                                                  |
| Décathlon | Grigoriy Degtyaryev 8 322 pts                                                                       | Oleksandr Apaychev 8 244 pts                                                                        | Aleksey Lyakh 8 082 pts                                                                                |
| Records et Performances - AR : Record continental (area record) - CR : Record des championnats (championship record) - MR : Record du meeting (meet record) - NR : Record national (national record) - OR : Record olympique (olympic record) - PR : Record paralympique (paralympic record) - PB : Record personnel (personal best) - SB : Meilleure performance personnelle de la saison (season's best) - WL : Meilleure performance mondiale de l'année (world leader) - WJR : Record du monde junior (world junior record) - WR : Record du monde (world record) Circonstances et Conditions - DNF : N'a pas terminé (did not finish) - DNS : N'a pas pris le départ (did not start) - DQ : Disqualification (disqualification) - NM : Aucun essai valable enregistré (No Mark) - Q : Qualifié « directement » au prochain tour (ou à la prochaine compétition), lors d'une compétition majeure, grâce au classement ou à la réalisation des minima (automatic qualifier) - q : Qualifié au prochain tour (ou à la prochaine compétition), lors d'une compétition majeure, grâce au repêchage ou à la réalisation de l'une des meilleures performances parmi celles des « non qualifiés directement » (grâce au meilleur temps ou à la meilleure distance par exemple) (secondary qualifier) | | | |

### Femmes
| 100 m | Evelyn Ashford 10 s 91                                                                       | Heike Drechsler 10 s 91                                                                            | Elvira Barbashina 11 s 12            |
| 200 m | Pam Marshall 22 s 12                                                                         | Ewa Kasprzyk 22 s 13                                                                               | Elvira Barbashina 22 s 27            |
| 400 m | Olga Vladykina 49 s 96                                                                       | Mariya Pinigina 50 s 29                                                                            | Lillie Leatherwood 50 s 47           |
| 800 m | Lyubov Gurina 1 min 57 s 52                                                                  | Nadezhda Zabolotneva 1 min 57 s 54                                                                 | Mitica Junghiatu 1 min 57 s 87       |
| 1 500 m | Tatyana Samolenko 4 min 05 s 50                                                              | Ravilya Agletdinova 4 min 06 s 14                                                                  | Svetlana Kitova 4 min 07 s 21        |
| 3 000 m | Mariana Stanescu 8 min 38 s 83                                                               | Svetlana Ulmasova 8 min 39 s 19                                                                    | Regina Cistiakova 8 min 39 s 25      |
| 5 000 m | Olga Bondarenko 15 min 03 s 51                                                               | Svetlana Ulmasova 15 min 05 s 50                                                                   | Cindy Bremser 15 min 11 s 78         |
| 100 m haies | Yordanka Donkova 12 s 40                                                                     | Cornelia Oschkenat 12 s 62                                                                         | Ginka Zagorcheva 12 s 72             |
| 400 m haies | Marina Stepanova 53 s 81                                                                     | Cristeana Matei 54 s 55                                                                            | Ellen Fiedler 54 s 80                |
| 4 × 100 m | États-Unis Michelle Finn Diane Williams Randy Givens Evelyn Ashford 42 s 12                  | Union soviétique Olga Zolotaryova Maya Azarashvili Irina Slyusar Elvira Barbashina 42 s 27         | Seulement deux médailles attribuées  |
| 4 × 400 m | États-Unis Chandra Cheeseborough Brenda Cliette Lillie Leatherwood Diane Dixon 3 min 21 s 22 | Union soviétique Marina Stepanova Mariya Pinigina Lyudmila Dzhigalova Olga Vladykina 3 min 21 s 99 | Seulement deux médailles attribuées  |
| Marathon | Nadezhda Gumerova 2 h 33 min 55 s                                                            | Irina Bogachova 2 h 34 min 09 s                                                                    | Tatyana Gridneva 2 h 34 min 40 s     |
| 10 km marche | Kerry Saxby 45 min 08 s 13                                                                   | Guan Ping 45 min 56 s 50                                                                           | Aleksandra Grigoryeva 46 min 00 s 27 |
| Saut en hauteur | Stefka Kostadinova 2,03 m                                                                    | Olga Turchak 2,01 m                                                                                | Tamara Bykova Svetlana Isaeva 1,96 m |
| Saut en longueur | Galina Chistyakova 7,27 m                                                                    | Yelena Belevskaya 7,17 m                                                                           | Irina Valyukevich 7,07 m             |
| Lancer du poids | Natalya Lisovskaya 21,37 m                                                                   | Natalya Akhrimenko 20,33 m                                                                         | Mihaela Loghin 19,89 m               |
| Lancer du disque | Tsvetanka Khristova 69,54 m                                                                  | Martina Hellmann 69,04 m                                                                           | Diana Sachse 68,46 m                 |
| Lancer du javelot | Petra Felke 70,78 m                                                                          | Irina Kostyuchenkova 61,28 m                                                                       | Natalya Yermolovich 60,58 m          |
| Heptathlon | Jackie Joyner-Kersee 7 148 pts WR                                                            | Sibylle Thiele 6 635 pts                                                                           | Natalia Choubenkova 6 631 pts        |
| Records et Performances - AR : Record continental (area record) - CR : Record des championnats (championship record) - MR : Record du meeting (meet record) - NR : Record national (national record) - OR : Record olympique (olympic record) - PR : Record paralympique (paralympic record) - PB : Record personnel (personal best) - SB : Meilleure performance personnelle de la saison (season's best) - WL : Meilleure performance mondiale de l'année (world leader) - WJR : Record du monde junior (world junior record) - WR : Record du monde (world record) Circonstances et Conditions - DNF : N'a pas terminé (did not finish) - DNS : N'a pas pris le départ (did not start) - DQ : Disqualification (disqualification) - NM : Aucun essai valable enregistré (No Mark) - Q : Qualifié « directement » au prochain tour (ou à la prochaine compétition), lors d'une compétition majeure, grâce au classement ou à la réalisation des minima (automatic qualifier) - q : Qualifié au prochain tour (ou à la prochaine compétition), lors d'une compétition majeure, grâce au repêchage ou à la réalisation de l'une des meilleures performances parmi celles des « non qualifiés directement » (grâce au meilleur temps ou à la meilleure distance par exemple) (secondary qualifier) |                                                                                              | |                                      |

## Tableau des médailles
| Rang  | Nation             | Or | Argent | Bronze | Total |
| ----- | ------------------ | -- | ------ | ------ | ----- |
| 1     | Union soviétique   | 17 | 25     | 19     | 61    |
| 2     | États-Unis         | 15 | 8      | 10     | 33    |
| 3     | Bulgarie           | 3  | 1      | 3      | 7     |
| 4     | Allemagne de l'Est | 2  | 4      | 2      | 8     |
| 5     | Roumanie           | 1  | 1      | 3      | 5     |
| 6     | Portugal           | 1  | 0      | 1      | 2     |
| 7=    | Australie          | 1  | 0      | 0      | 1     |
| 7=    | Canada             | 1  | 0      | 0      | 1     |
| 7=    | Éthiopie           | 1  | 0      | 0      | 1     |
| 10=   | Chine              | 0  | 1      | 0      | 1     |
| 10=   | Pologne            | 0  | 1      | 0      | 1     |
| 10=   | Nigeria            | 0  | 1      | 0      | 1     |
| 13=   | Côte d'Ivoire      | 0  | 0      | 1      | 1     |
| 13=   | Kenya              | 0  | 0      | 1      | 1     |
| 13=   | Norvège            | 0  | 0      | 1      | 1     |
| Total | Total              | 42 | 42     | 41     | 125   |